# Glaciar Bernardo
El glaciar Bernardo es uno de los mayores glaciares del Campo de Hielo Sur. Se ubica al noreste del glaciar Témpanos, dentro del Parque Nacional Bernardo O'Higgins. El glaciar fluye hacia el oeste en dirección del fiordo Bernardo.
El inventario público de glaciares de Chile 2022 consigna cuatro glaciares con el nombre "Bernardo" todos pertenecientes a cuencas costeras entre Río Pascua, límite regional y Archipiélago Guayeco (ítem 118 del inventario de cuencas de Chile.)
1. Bernardo A, un glaciar efleunte de 189,2 km²;
2. Bernardo B, un glaciar de montaña de 0,275 km²;
3. Bernardo C, un glaciarete de 01,178 km²;
4. Bernardo D, un glaciarete de 0,081 km²;